# Araneus xavantina
Araneus xavantina là một loài nhện trong họ Araneidae.
Loài này thuộc chi Araneus. Araneus xavantina được Herbert Walter Levi miêu tả năm 1991.